# مک‌دانل سی‌اف-۱۰۱ وودوو
مک‌دانل سی‌اف-۱۰۱ وودوو (به انگلیسی: McDonnell CF-101 Voodoo) یک هواگرد ساختِ کارخانهٔ مک‌دانل در کشور ایالات متحده آمریکا است . نخستین استفاده‌کنندهٔ این هواگرد نیروی هوایی سلطنتی کانادا بوده‌است. این هواگرد برای نخستین بار در ۲۹ سپتامبر ۱۹۵۴ میلادی مورد استفاده قرار گرفت.